# غينو جونز
غينو جونز (بالإنجليزية: Geno Jones)‏ هو عداء سريع باهاماسي، ولد في 24 يوليو 1992.

## وصلات خارجية
- غينو جونز على موقع الاتحاد الدولي لألعاب القوى (الإنجليزية)
- غينو جونز على موقع TFRRS.org (الإنجليزية)